# Ninox
Genre
Ninox est un genre de rapaces nocturnes de la famille des Strigidae comptant 32 espèces de ninoxes.

## Répartition
Ce genre se trouve à l'état naturel en Océanie,,,,,,,,,, et dans l'Est de l'Asie,,,,,,,,,,,,,,,,,,,,,,.

## Liste des espèces
D'après la classification de référence (version 14.1, 2024) de l'Union internationale des ornithologues, il y a 37 espèces (dont 1 éteinte) du genre Ninox.
Liste des espèces par ordre philogénique :
- † Ninox albifacies (Gray, GR, 1844) – Ninoxe rieuse ;
- Ninox rufa (Gould, 1846) – Ninoxe rousse ;
- Ninox strenua (Gould, 1838) – Ninoxe puissante ;
- Ninox connivens (Gould, 1838) – Ninoxe aboyeuse ;
- Ninox rudolfi Meyer, AB, 1882 – Ninoxe de Sumba ;
- Ninox boobook (Latham, 1801) – Ninoxe d'Australie ;
- Ninox rotiensis Johnstone, RE & Darnell, 1997 – Ninoxe de Rote ;
- Ninox fusca (Vieillot, 1817) – Ninoxe de Timor ;
- Ninox plesseni Stresemann, 1929 – Ninoxe d'Alor
- Ninox leucopsis (Gould, 1838) – Ninoxe de Tasmanie ;
- Ninox novaeseelandiae (Gmelin, JF, 1788) – Ninoxe boubouk ;
- Ninox japonica (Temminck & Schlegel, 1844) – Ninoxe boréale ;
- Ninox scutulata (Raffles, 1822) – Ninoxe hirsute ;
- Ninox obscura Hume, 1872 – Ninoxe de Hume ;
- Ninox randi Deignan, 1951 – Ninoxe de Rand ;
- Ninox affinis Beavan, 1867 – Ninoxe des Andaman ;
- Ninox philippensis Bonaparte, 1855 – Ninoxe des Philippines ;
- Ninox spilocephala Tweeddale, 1879 – Ninoxe de Mindanao ;
- Ninox leventisi Rasmussen et al, 2012 – Ninoxe de Camiguin ;
- Ninox reyi Oustalet, 1880 – Ninoxe des Sulu ;
- Ninox rumseyi Rasmussen et al., 2012 – Ninoxe de Cebu ;
- Ninox spilonotus Bourns & Worcester, 1894 – Ninoxe du Romblon ;
- Ninox mindorensis Ogilvie-Grant, 1896 – Ninoxe de Mindoro ;
- Ninox sumbaensis Olsen, Wink, Sauer-Gürth & Trost, 2002 – Ninoxe mineure ;
- Ninox burhani Indrawan & Somadikarta, 2004 – Ninoxe de Burhan ;
- Ninox ochracea (Schlegel, 1866) – Ninoxe ocrée ;
- Ninox ios Rasmussen, 1999 – Ninoxe rouilleuse ;
- Ninox hypogramma (Gray, GR, 1861) – Ninoxe d'Halmahera ;
- Ninox hantu (Wallace, 1863) – Ninoxe de la Buru ;
- Ninox squamipila (Bonaparte, 1850) – Ninoxe des Moluques ;
- Ninox forbesi Sclater, PL, 1883 – Ninoxe des Tanimbar ;
- Ninox natalis Lister, 1889 – Ninoxe de Christmas ;
- Ninox meeki Rothschild & Hartert, 1914 – Ninoxe de l'Amirauté ;
- Ninox theomacha (Bonaparte, 1855) – Ninoxe brune ;
- Ninox punctulata (Quoy & Gaimard, 1832) – Ninoxe pointillée ;
- Ninox odiosa Sclater, PL, 1877 – Ninoxe odieuse ;
- Ninox variegata (Quoy & Gaimard, 1832) – Ninoxe bariolée.

La Ninoxe de Jacquinot (Athene jacquinoti) ne fait plus partie du genre Ninox.